# Liste der Einträge im National Register of Historic Places im Bureau County

Lage des Bureau County in Illinois

Die Liste der Einträge im National Register of Historic Places im Bureau County in Illinois führt alle Bauwerke und historischen Stätten im Bureau County auf, die in das National Register of Historic Places aufgenommen wurden.

## Legende
| NRHP | Historic Place             |
| HD   | Historic District          |
| NHL  | National Historic Landmark |

## Aktuelle Einträge
| [ 2 ] | Name                                                            | Bild                                          | Eintragsdatum         | Lage                                                                                        | Ort       | Beschreibung |
| ----- | --------------------------------------------------------------- | --------------------------------------------- | --------------------- | ------------------------------------------------------------------------------------------- | --------- | ------------ |
| 1     | Allen School                                                    | Allen School                                  | 1996 ID-Nr. 96000081  | 301 Main Street 41° 31′ 47″ N, 89° 16′ 48″ W                                                | La Moille |              |
| 2     | First Congregational Church of LaMoille                         | First Congregational Church of LaMoille       | 1996 ID-Nr. 96000059  | 94 Franklin Street 41° 31′ 51″ N, 89° 16′ 47″ W                                             | La Moille |              |
| 3     | First State Bank of Manlius                                     | First State Bank of Manlius                   | 1975 ID-Nr. 75000639  | Nordseite der Maple Street 41° 27′ 24″ N, 89° 40′ 11″ W                                     | Manlius   |              |
| 4     | Greenwood Cottage                                               | Greenwood Cottage                             | 1983 ID-Nr. 83000301  | 543 East Peru Street 41° 21′ 46″ N, 89° 27′ 12″ W                                           | Princeton |              |
| 5     | Hampshire Colony Congregational Church                          | weitere Bilder                                | 2018 ID-Nr. 100002821 | 604 S Church St. 41° 22′ 9,1″ N, 89° 27′ 45,4″ W                                            | Princeton |              |
| 6     | Hennepin Canal Historic District                                | Hennepin Canal Historic District              | 1978 ID-Nr. 78003433  | Westlich Richtung Moline und nördlich Richtung Rock Falls 41° 22′ 44″ N, 89° 41′ 29″ W      | Hennepin  |              |
| 7     | Lone Tree School                                                | Lone Tree School                              | 2004 ID-Nr. 04000418  | 19292 250 North Avenue 41° 11′ 11″ N, 89° 29′ 11″ W                                         | Tiskilwa  |              |
| 8     | Owen Lovejoy Homestead                                          | Owen Lovejoy Homestead                        | 1973 ID-Nr. 73000690  | Peru Street (US 6) 41° 22′ 23″ N, 89° 27′ 3″ W                                              | Princeton |              |
| 9     | Old Danish Church                                               | Old Danish Church                             | 1973 ID-Nr. 73000691  | Cook Street Ecke Washington Street 41° 21′ 27″ N, 89° 44′ 6″ W                              | Sheffield |              |
| 10    | Oakland Cemetery Historic District                              | Oakland Cemetery Historic District            | 2021 ID-Nr. 100006864 | 1007 N. Main St. 41° 21′ 58,7″ N, 89° 28′ 59,5″ W                                           | Princeton |              |
| 11    | Colonel George H. Paddock House                                 | Colonel George H. Paddock House               | 2021 ID-Nr. 100007222 | 906 South Main St. 41° 21′ 57,2″ N, 89° 27′ 54,4″ W                                         | Princeton |              |
| 12    | Princeton Chapter House                                         | Princeton Chapter House                       | 1980 ID-Nr. 80001338  | 1007 North Main Street 41° 23′ 5″ N, 89° 27′ 53″ W                                          | Princeton |              |
| 13    | Princeton North Main Street Historic District                   | Princeton North Main Street Historic District | 2018 ID-Nr. 100001968 | Primarily 900-1000 blocks of N Main & 000 blk. of W Long Sts. 41° 23′ 4″ N, 89° 27′ 54,4″ W | Princeton |              |
| 14    | Princeton South Main Street-Courthouse Square Historic District | weitere Bilder                                | 2018 ID-Nr. 100001969 | Primarily 500 & 600 blocks of S Main St. & Courthouse Sq. 41° 22′ 7,1″ N, 89° 27′ 53,9″ W   | Princeton |              |
| 15    | Red Covered Bridge                                              | Red Covered Bridge                            | 1975 ID-Nr. 75000640  | Rund 3 km nördlich von Princeton an der IL 26 41° 24′ 59″ N, 89° 28′ 43″ W                  | Princeton |              |
| 16    | Richard M. Skinner House                                        | Richard M. Skinner House                      | 1983 ID-Nr. 83000302  | 627 East Peru Street 41° 22′ 18″ N, 89° 27′ 13″ W                                           | Princeton |              |
| 17    | Stevens House                                                   | Stevens House                                 | 1992 ID-Nr. 92001537  | 140 East Main Street 41° 17′ 31″ N, 89° 30′ 22″ W                                           | Tiskilwa  |              |
| 18    | Village Hall                                                    | Village Hall                                  | 2013 ID-Nr. 12001112  | 239 S. Main St. 41° 21′ 24″ N, 89° 44′ 15″ W                                                | Sheffield |              |
| 19    | Wood-Tellkamp House                                             | Wood-Tellkamp House                           | 1995 ID-Nr. 94001599  | 82 Main Street 41° 32′ 0″ N, 89° 16′ 49″ W                                                  | La Moille |              |